# Wazhashk-Onigamininiwag
Wazhush (Wazhashk-Onigamininiwag; Muskrat Portage Chippewa) /od wazhash, 'muskrat'; mošusni štakor ili Ondatra zibethicus, jedna vrsta ondatre/, Prema Warrenu jedna od 10 glavnih grana Chippewa Indijanaca koja na početku 19 stoljeća živi na sjeverozapadnoj obali jezera Superior u Grand Portage i Thunder Bayu, na granici Minnesote i Ontarija, Kanada. Danas su poznati kao Muskrat Portage Band ili Wazhashk-Onigamininiwag.

## Vanjske poveznice
- Handbook of American Indians North of Mexico  Arhivirana inačica izvorne stranice od 13. lipnja 2008. (Wayback Machine)
- Chippewa Indian Tribe